# نهائي كأس بلجيكا 2003
نهائي كأس بلجيكا 2003 هي المباراة النهائية من منافسة كأس بلجيكا 2002–03 ‏، أقيمت المباراة في 2003، في ملعب الملك بودوان، بين فريقي نادي لوفيرواز، ونادي سينت ترويدن، وفاز فيها نادي لوفيرواز، بعد أن هزم نادي سينت ترويدن، بنتيجة 3 - 1.

## تفاصيل المباراة
لعبت المباراة النهائية في 2003.
| نادي لوفيرواز | 3 -1 | نادي سينت ترويدن |
| ------------- | ---- | ---------------- |
|               |      |                  |

| لوفيرواز | سينت ترويدن |